# Duffield (Alberta)
Pour les articles homonymes, voir Duffield.
Duffield est un hameau du Centre de l'Alberta au Canada. Il est situé dans le comté de Parkland à 5 km au sud de la route 16 et environ 30 km à l'ouest de Spruce Grove. Lors du recensement municipal du comté de Parkland de 2009, il avait une population de 69 habitants.

## Annexe